# Хобарт (Оклахома)
Хобарт (енгл. Hobart) град је у америчкој савезној држави Оклахома.

## Демографија
По попису из 2010. године број становника је 3.756, што је 241 (-6,0%) становника мање него 2000. године.
| Група             | 2000.         | 2010.         |
| Белци             | 3.039 (76,0%) | 2.689 (71,6%) |
| Афроамериканци    | 327 (8,2%)    | 270 (7,2%)    |
| Азијати           | 24 (0,6%)     | 24 (0,6%)     |
| Хиспаноамериканци | 356 (8,9%)    | 456 (12,1%)   |
| Укупно            | 3.997         | 3.756         |